# Barrage Old Mission
Le barrage Old Mission (en anglais : Old Mission Dam) est une retenue d'eau dans le parc régional de Mission Trails (en) à San Diego, en Californie.
Il a été construit vers 1803 pour retenir la rivière San Diego afin de fournir de l'eau pour l'irrigation des champs proches de la Mission San Diego de Alcalá, la première mission espagnole dans ce qui est maintenant l'État américain de la Californie.
C'est le premier grand projet d'irrigation de l'ère coloniale sur la côte Pacifique des États-Unis.
Les vestiges du barrage sont désignés California Historical Landmark en 1932, National Historic Landmark en 1963 et inscrit au Registre national des lieux historiques en 1966.

## Liens externes

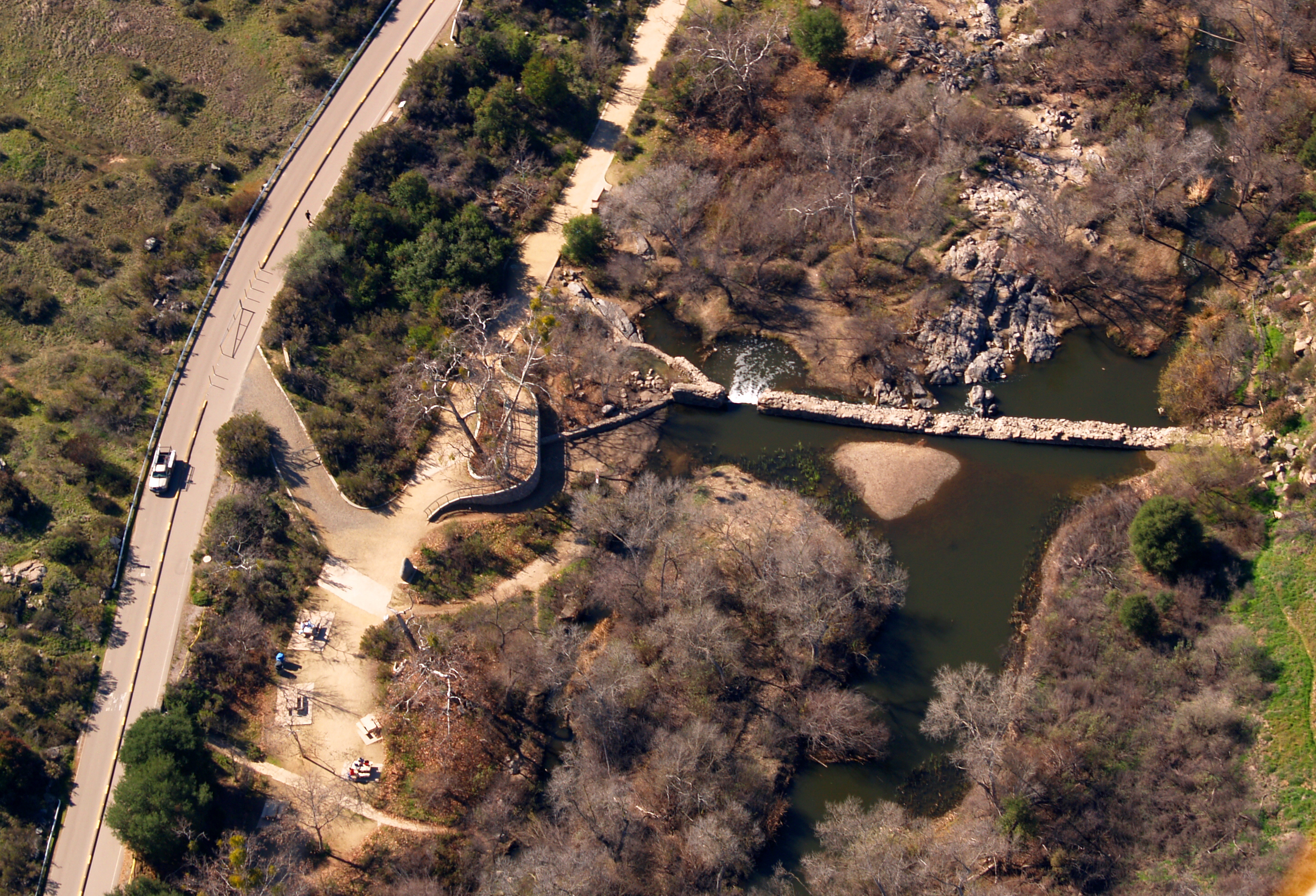
Vue aérienne du barrage.